# Stenaelurillus minutus
Stenaelurillus minutus är en spindelart som beskrevs av Song D., Chai I. 1991. Stenaelurillus minutus ingår i släktet Stenaelurillus och familjen hoppspindlar. Inga underarter finns listade i Catalogue of Life.